# Campanula tubulosa
Campanula tubulosa ist eine Pflanzenart aus der Gattung der Glockenblumen (Campanula) in der Familie der Glockenblumengewächse (Campanulaceae).

## Merkmale
Campanula tubulosa ist ein zweijähriger Hemikryptophyt, der Wuchshöhen von 3 bis 30 Zentimeter erreicht. Der Stängel ist gabelig verzweigt und zottig behaart. Die grundständigen Blätter sind gestielt und eiförmig-länglich. Sie sind gekerbt-gesägt. Die Blüten sind in einer lockeren Traube angeordnet. Die Krone misst 20 (bis 30) × 10 Millimeter und ist röhrig.
Die Blütezeit reicht von April bis Mai.

## Vorkommen
Campanula tubulosa ist auf Kreta in den Präfekturen Chania, Iraklion und Rethymno endemisch. Die kalkliebende Art wächst auf feucht-schattigen Felsen und Wäldern in Höhenlagen von 0 bis 950 Meter.

## Taxonomie
Campanula tubulosa wurde 1785 durch Jean-Baptiste de Lamarck in Encyclopédie Méthodique. Botanique ... Band 1 Teil 2 Seite 586 erstbeschrieben. Lamarck schreibt, die Art sei zuerst von Joseph Pitton de Tournefort (1656–1708) in Kreta entdeckt worden.

## Belege
- Ralf Jahn, Peter Schönfelder: Exkursionsflora für Kreta. Mit Beiträgen von Alfred Mayer und Martin Scheuerer. Eugen Ulmer, Stuttgart (Hohenheim) 1995, ISBN 3-8001-3478-0, S. 296.